# Eulepidotis persimilis
Eulepidotis persimilis är en fjärilsart som beskrevs av Achille Guenée 1852. Eulepidotis persimilis ingår i släktet Eulepidotis och familjen nattflyn. Inga underarter finns listade i Catalogue of Life.